# Canale-di-Verde
Canale-di-Verde (kors. Canale di Verde) – miejscowość i gmina we Francji, w regionie Korsyka, w departamencie Górna Korsyka.
Według danych na rok 1990 gminę zamieszkiwało 275 osób, a gęstość zaludnienia wynosiła 19 osób/km².